# Wilt
Wilt és una novel·la còmica de l'escriptor britànic Tom Sharpe, publicada originalment per Secker and Warburg el 1976. Té una gran saga de llibres d'aquest personatge. La saga completa són 5 llibres.
Considerada generalment com la millor novel·la de Tom Sharpe, Wilt és plena de situacions còmiques properes a la farsa, personatges inversemblants, girs argumentals inesperats i bromes de tipus sexual. La novel·la ridiculitza l'estereotip de l'educada societat britànica, i planteja la idea que per sota de la seva façana de repressió batega un mar tumultuós d'engany i anarquia sexual.
El 1989 la novel·la va ser adaptada al cinema amb el títol de Wilt a Regne Unit i Austràlia, i The Misadventures of Mr. Wilt als Estats Units. També s'ha adaptat en dues ocasions al format de audiollibre, un cop en versió abreujada per Harper Collins, llegida per Andrew Sachs, i una altra per ISIS Audio Books amb veu de Nigel Graham. Finalment, existeix una versió teatral, que a Espanya es va portar als escenaris el 2012, interpretada per Fernando Guillén Corb, Ana Milà i Ángel d'Andrés López.